# Liudmila Juravliova
| Asteroides descoberts: 213 | Asteroides descoberts: 213 |
| -------------------------- | -------------------------- |
| (1858) Lobachevsk          | 18 d'agost de 1972         |
| (1859) Kovalevskaya        | 4 de setembre de 1972      |
| (1909) Alekhin             | 4 de setembre de 1972      |
| (1910) Mikhailov           | 8 d'octubre de 1972        |
| (1959) Karbyshev           | 14 de juliol de 1972       |
| (2015) Kachuevskaya        | 4 de setembre de 1972      |
| (2098) Zyskin              | 18 d'agost de 1972         |
| (2130) Evdokiya            | 22 d'agost de 1974         |
| (2173) Maresjev            | 22 d'agost de 1974         |
| (2188) Orlenok             | 28 d'octubre de 1976       |
| (2233) Kuznetsov           | 3 de desembre de 1972      |
| (2283) Bunke               | 26 de setembre de 1974     |
| (2310) Olshaniya           | 26 de setembre de 1974     |
| (2374) Vladvysotskij       | 22 d'agost de 1974         |
| (2423) Ibarruri            | 14 de juliol de 1972       |
| (2475) Semenov             | 8 d'octubre de 1972        |
| (2562) Chaliapin           | 27 de març de 1973         |
| (2576) Yesenin             | 17 d'agost de 1974         |
| (2702) Batrakov            | 26 de setembre de 1978     |
| (2720) Pyotr Pervyj        | 6 de setembre de 1972      |
| (2740) Tsoj                | 26 de setembre de 1974     |
| (2760) Kacha               | 8 d'octubre de 1980        |
| (2768) Gorky               | 6 de setembre de 1972      |
| (2771) Polzunov            | 26 de setembre de 1978     |
| (2850) Mozhaiskij          | 2 d'octubre de 1978        |
| (2890) Vilyujsk            | 26 de setembre de 1978     |
| (2979) Murmansk            | 2 d'octubre de 1978        |
| (3039) Yangel              | 26 de setembre de 1978     |
| (3067) Ajmatova            | 14 d'octubre de 1982       |
| (3074) Popov               | 24 de desembre de 1979     |
| (3095) Omarkhayyam         | 8 de setembre de 1980      |
| (3108) Lyubov              | 18 d'agost de 1972         |
| (3157) Novikov             | 25 de setembre de 1973     |
| (3190) Aposhanskij         | 26 de setembre de 1978     |
| (3214) Makarenko           | 2 d'octubre de 1978        |
| (3231) Mila                | 4 de setembre de 1972      |
| (3260) Vizbor              | 20 de setembre de 1974     |
| (3376) Armandhammer        | 21 d'octubre de 1982       |
| (3410) Vereshchagin        | 26 de setembre de 1978     |
| (3442) Yashin              | 2 d'octubre de 1978        |
| (3511) Tsvetaeva           | 14 d'octubre de 1982       |
| (3547) Serov               | 2 d'octubre de 1978        |
| (3558) Shishkin            | 26 de setembre de 1978     |
| (3566) Levitan             | 24 de desembre de 1979     |
| (3586) Vasnetsov           | 26 de setembre de 1978     |
| (3587) Descartes           | 8 de setembre de 1981      |
| (3600) Archimedes          | 26 de setembre de 1978     |
| (3616) Glazunov            | 3 de maig de 1984          |
| (3622) Ilinsky             | 29 de setembre de 1981     |
| (3624) Mironov             | 14 d'octubre de 1982       |
| (3655) Eupraksia           | 26 de setembre de 1978     |
| (3657) Ermolova            | 26 de setembre de 1978     |
| (3662) Dezhnev             | 8 de setembre de 1980      |
| (3724) Annenskij           | 23 de desembre de 1979     |
| (3771) Alexejtolstoj       | 20 de setembre de 1974     |
| (3803) Tuchkova            | 2 d'octubre de 1981        |
| (3863) Gilyarovskij        | 26 de setembre de 1978     |
| (3889) Menshikov           | 6 de setembre de 1972      |
| (3925) Tret'yakov          | 19 de setembre de 1977     |
| (3930) Vasilev             | 25 d'octubre de 1982       |
| (3940) Larion              | 27 de març de 1973         |
| (3964) Danilevskij         | 12 de setembre de 1974     |
| (3969) Rossi               | 9 d'octubre de 1978        |
| (3971) Voronikhin          | 23 de desembre de 1979     |
| (4005) Dyagilev            | 8 d'octubre de 1972        |
| (4032) Chaplygin           | 22 d'octubre de 1985       |
| (4053) Cherkasov           | 2 d'octubre de 1981        |
| (4070) Rozov               | 8 de setembre de 1980      |
| (4086) Podalirius          | 9 de novembre de 1985      |
| (4118) Sveta               | 15 d'octubre de 1982       |
| (4144) Vladvasil'ev        | 28 de setembre de 1981     |
| (4145) Maximova            | 29 de setembre de 1981     |
| (4166) Pontryagin          | 26 de setembre de 1978     |
| (4167) Riemann             | 2 d'octubre de 1978        |
| (4214) Veralynn            | 22 d'octubre de 1987       |
| (4303) Savitskij           | 25 de setembre de 1973     |
| (4311) Zguridi             | 26 de setembre de 1978     |
| (4363) Sergej              | 2 d'octubre de 1978        |
| (4366) Venikagan           | 24 de desembre de 1979     |
| (4430) Govorukhin          | 26 de setembre de 1978     |
| (4434) Nikulin             | 8 de setembre de 1981      |
| (4524) Barklajdetolli      | 8 de setembre de 1981      |
| (4729) Mikhailmil'         | 8 de setembre de 1980      |
| (4740) Veniamina           | 22 d'octubre de 1985       |
| (4778) Fuss                | 9 d'octubre de 1978        |
| (4787) Shul'zhenko         | 6 de setembre de 1986      |
| (4811) Semashko            | 25 de setembre de 1973     |
| (4870) Shcherban'          | 25 d'octubre de 1989       |
| (4936) Butakov             | 22 d'octubre de 1985       |
| (4992) Kálmán              | 25 d'octubre de 1982       |
| (5096) Luzin               | 5 de setembre de 1983      |
| (5101) Akhmerov            | 22 d'octubre de 1985       |
| (5301) Novobranets         | 20 de setembre de 1974     |
| (5304) Bazhenov            | 2 d'octubre de 1978        |
| (5412) Rou                 | 25 de setembre de 1973     |
| (5419) Benua               | 29 de setembre de 1981     |
| (5421) Ulanova             | 14 d'octubre de 1982       |
| (5495) Rumyantsev          | 6 de setembre de 1972      |
| (5544) Kazakov             | 2 d'octubre de 1978        |
| (5545) Makarov             | 1 de novembre de 1978      |
| (5572) Bliskunov           | 26 de setembre de 1978     |
| (5681) Bakulev             | 15 de setembre de 1990     |
| (5781) Barkhatova          | 24 de setembre de 1990     |
| (5809) Kulibin             | 4 de setembre de 1987      |
| (5994) Yakubovich          | 29 de setembre de 1981     |
| (6082) Timiryazev          | 21 d'octubre de 1982       |
| (6162) Prokhorov           | 25 de setembre de 1973     |
| (6220) Stepanmakarov       | 26 de setembre de 1978     |
| (6631) Pyatnitskij         | 4 de setembre de 1983      |
| (6681) Prokopovich         | 6 de setembre de 1972      |
| (6682) Makarij             | 25 de setembre de 1973     |
| (6719) Gallaj              | 16 d'octubre de 1990       |
| (6754) Burdenko            | 28 d'octubre de 1976       |
| (6954) Potemkin            | 4 de setembre de 1987      |
| (6955) Ekaterina           | 25 de setembre de 1987     |
| (7161) Golitsyn            | 25 d'octubre de 1982       |
| (7223) Dolgorukij          | 14 d'octubre de 1982       |
| (7224) Vesnina             | 15 d'octubre de 1982       |
| (7268) Chigorin            | 3 d'octubre de 1972        |
| (7278) Shtokolov           | 22 d'octubre de 1985       |
| (7320) Potter              | 2 d'octubre de 1978        |
| (7381) Mamontov            | 8 de setembre de 1981      |
| (7382) Bozhenkova          | 8 de setembre de 1981      |
| (7413) Galibina            | 24 de setembre de 1990     |
| (7555) Venvolkov           | 28 de setembre de 1981     |
| (7736) Nizhnij Novgorod    | 8 de setembre de 1981      |
| (7858) Bolotov             | 26 de setembre de 1978     |
| (7913) Parfenov            | 9 d'octubre de 1978        |
| (7950) Berezov             | 28 de setembre de 1992     |
| (7979) Pozharskij          | 26 de setembre de 1978     |
| (8088) Australia           | 23 de setembre de 1990     |
| (8134) Minin               | 26 de setembre de 1978     |
| (8145) Valujki             | 5 de setembre de 1983      |
| (8151) Andranada           | 12 d'agost de 1986         |
| (8181) Rossini             | 28 de setembre de 1992     |
| (8332) Ivantsvetaev        | 14 d'octubre de 1982       |
| (8471) Obrant              | 5 de setembre de 1983      |
| (8477) Andrejkiselev       | 6 de setembre de 1986      |
| (8498) Ufa                 | 15 de setembre de 1990     |
| (8612) Burov               | 26 de setembre de 1978     |
| (8982) Oreshek             | 25 de setembre de 1973     |
| (9014) Svyatorichter       | 22 d'octubre de 1985       |
| (9017) Babadzhanyan        | 2 d'octubre de 1986        |
| (9034) Oleyuria            | 26 d'agost de 1990         |
| (9156) Malanin             | 15 d'octubre de 1982       |
| (9514) Deineka             | 27 de setembre de 1973     |
| (9533) Aleksejleonov       | 28 de setembre de 1981     |
| (9567) Surgut              | 22 d'octubre de 1987       |
| (9612) Belgorod            | 4 de setembre de 1992      |
| (9741) Solokhin            | 22 d'octubre de 1987       |
| (9838) Falz-Fein           | 4 de setembre de 1987      |
| (9848) Yugra               | 26 d'agost de 1990         |
| (9914) Obukhova            | 28 d'octubre de 1976       |
| (10014) Shaim              | 26 de setembre de 1978     |
| (10016) Yugan              | 26 de setembre de 1978     |
| (10261) Nikdollezhal'      | 22 d'agost de 1974         |
| (10266) Vladishukhov       | 26 de setembre de 1978     |
| (10313) Vanessa-Mae        | 26 d'agost de 1990         |
| (10504) Doga               | 22 d'octubre de 1987       |
| (10675) Kharlamov          | 1 de novembre de 1978      |
| (10684) Babkina            | 8 de setembre de 1980      |
| (10711) Pskov              | 15 d'octubre de 1982       |
| (10728) 1987 RT5           | 4 de setembre de 1987      |
| (10729) Tsvetkova          | 4 de setembre de 1987      |
| (11268) Spassky            | 22 d'octubre de 1985       |
| (11445) Fedotov            | 26 de setembre de 1978     |
| (11446) Betankur           | 9 d'octubre de 1978        |
| (11791) Sofiyavarzar       | 26 de setembre de 1978     |
| (11792) Sidorovsky         | 26 de setembre de 1978     |
| (11793) Chujkovia          | 2 d'octubre de 1978        |
| (11826) Yurijgromov        | 25 d'octubre de 1982       |
| (12191) Vorontsova         | 9 d'octubre de 1978        |
| (12199) Sohlman            | 8 d'octubre de 1980        |
| (12704) Tupolev            | 24 de setembre de 1990     |
| (12978) Ivashov            | 26 de setembre de 1978     |
| (12979) 1978 SB8           | 26 de setembre de 1978     |
| (13010) Germantitov        | 29 d'agost de 1986         |
| (13046) 1990 QB19          | 31 d'agost de 1990         |
| (13049) Butov              | 15 de setembre de 1990     |
| (13923) Peterhof           | 22 d'octubre de 1985       |
| (14318) 1978 SD3           | 26 de setembre de 1978     |
| (14349) Nikitamikhalkov    | 22 d'octubre de 1985       |
| (14819) 1982 UC11          | 25 d'octubre de 1982       |
| (15203) Grishanin          | 26 de setembre de 1978     |
| (15220) Sumerkin           | 28 de setembre de 1981     |
| (15231) Ehdita             | 4 de setembre de 1987      |
| (15258) Alfilipenko        | 15 de setembre de 1990     |
| (16419) 1987 SS28          | 24 de setembre de 1987     |
| (18295) 1978 TT7           | 2 d'octubre de 1978        |
| (18321) Bobrov             | 25 d'octubre de 1982       |
| (20965) 1978 SJ7           | 26 de setembre de 1978     |
| (22276) Belkin             | 21 d'octubre de 1982       |
| (22253) 1978 SU7           | 26 de setembre de 1978     |
| (23411) 1978 ST7           | 26 de setembre de 1978     |
| (23436) 1982 UF8           | 21 d'octubre de 1982       |
| (24602) 1972 TE            | 3 d'octubre de 1972        |
| (24611) 1978 SH3           | 26 de setembre de 1978     |
| (24637) 1981 RW4           | 8 de setembre de 1981      |
| (24697) Rastrelli          | 24 de setembre de 1990     |
| (26795) 1978 SD8           | 26 de setembre de 1978     |
| (27659) 1978 SO7           | 26 de setembre de 1978     |
| (27660) 1978 TR7           | 2 d'octubre de 1978        |
| (30724) Peterburgtrista    | 26 de setembre de 1978     |
| (30725) 1978 SA8           | 26 de setembre de 1978     |
| (30821) 1990 RR17          | 15 de setembre de 1990     |
| (32766) 1982 UY7           | 21 d'octubre de 1982       |
| (32768) 1983 RZ4           | 5 de setembre de 1983      |
| (32807) Quarenghi          | 24 de setembre de 1990     |
| (35053) 1982 UA11          | 25 d'octubre de 1982       |
| (42479) 1981 SE7           | 28 de setembre de 1981     |
| (46539) 1982 UE12          | 24 d'octubre de 1982       |
| (65637) 1979 VS2           | 14 de novembre de 1979     |
| (69262) 1986 PV6           | 12 d'agost de 1986         |
| 1. 2.                      |                            |

Liudmila Vassílievna Juravliova (en rus: Людми́ла Васи́льевна Журавлёва; en ucraïnès: Людмила Василівна Журавльова) (22 de maig de 1946) és una astrònoma soviètica i ucraïnesa. Va treballar en l'Observatori Astrofísic de Crimea. També va ser presidenta de la secció de Crimea de la fundació "Príncep Sereníssim Aleksandr Danílovitx Ménxikov".
Ha tingut una carrera prolífica, havent descobert més de dos centenars d'asteroides, incloent els asteroides troians 4086 Podalirius i 2374 Vladvysotskij. Juravliova es troba en la posició número 45 de la llista de descobridors de planetes menors, realitzada per la Universitat Harvard.